# Albizia subdimidiata
Albizia subdimidiata är en ärtväxtart som först beskrevs av Frederik Louis Splitgerber, och fick sitt nu gällande namn av Rupert Charles Barneby och James Walter Grimes. Albizia subdimidiata ingår i släktet Albizia och familjen ärtväxter.

## Underarter
Arten delas in i följande underarter:
- A. s. minor
- A. s. subdimidiata